# Balazote
Balazote ist eine Gemeinde (municipio) mit 2.379 Einwohnern (Stand: 2024) im Westen der Provinz Albacete in der autonomen Region Kastilien-La Mancha. 

## Lage
Balazote liegt in der nördlichen Berglandschaft der Sierra de Alcaraz, dem nördlichen Ausläufer der Betischen Kordillere. Der Ort befindet sich in ca. 38 km (Fahrtstrecke) südwestlich der Provinzhauptstadt Albacete einer Höhe von ca. 940 m. Das Klima im Winter ist gemäßigt, im Sommer dagegen warm; die geringen Niederschlagsmengen (ca. 432 mm/Jahr) fallen – mit Ausnahme der nahezu regenlosen Sommermonate – verteilt übers ganze Jahr.

## Bevölkerungsentwicklung
| Jahr      | 1970 | 1981 | 1991 | 2001 | 2011 | 2021 |
| Einwohner | 2333 | 2073 | 2203 | 2342 | 2461 | 2388 |

## Geschichte
Eine frühe iberische Siedlung der Oretani scheint sich hier befunden zu haben. Der Fund des Bicha von Balazote (dt. das Biest von Balazote) aus dem 6. vorchristlichen Jahrhundert ist ein Beleg dafür. Nahe des Fundorts der Statue befanden sich spätere römische Mosaiken.

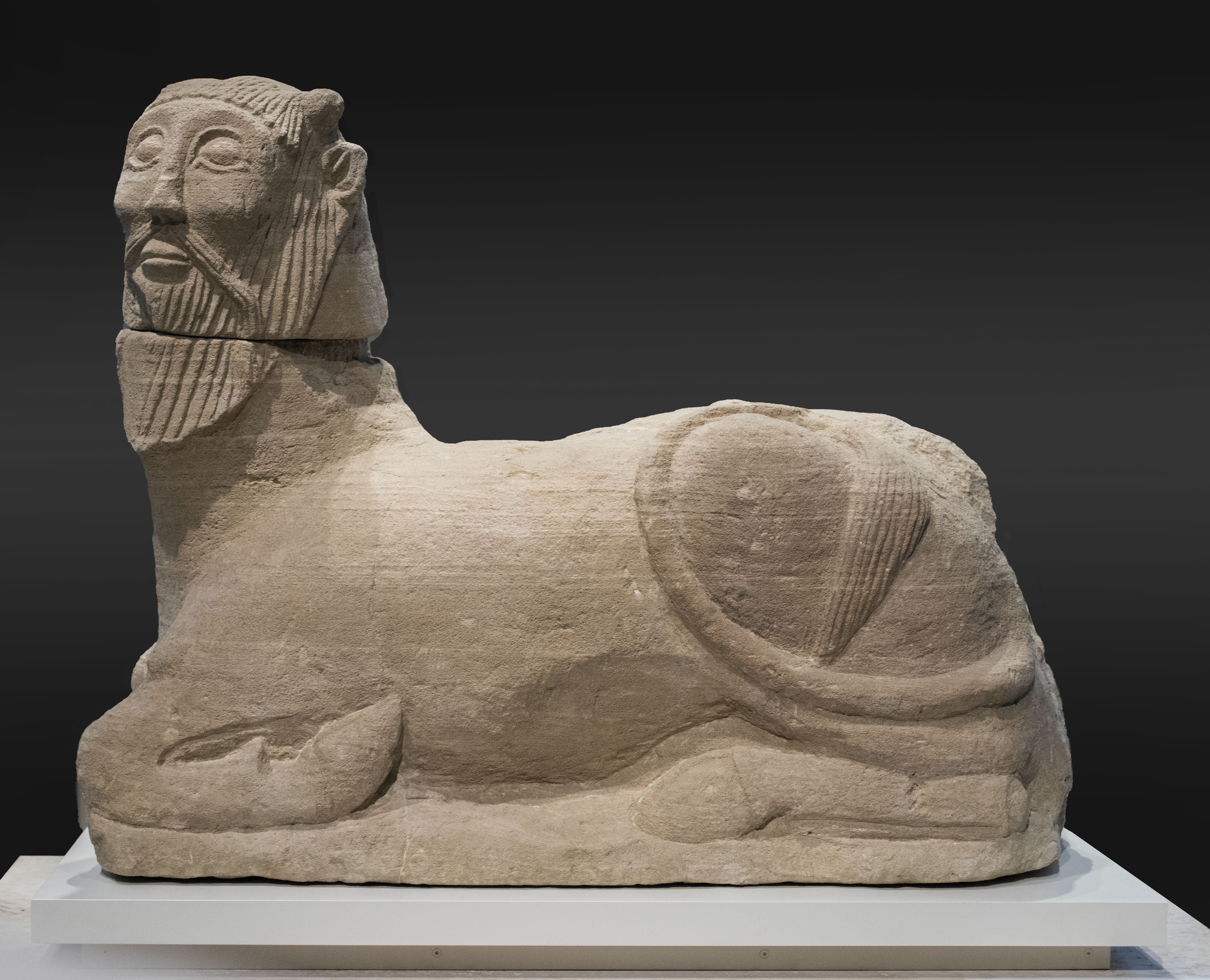
Bicha de Balazote (heute Nationales Archäologiemuseum Madrid)

## Sehenswürdigkeiten
- Marienkirche (Iglesia de Nuestra Señora del Rosario)
- Santa-Mónica-Kapelle
- Rathaus aus dem 16. Jahrhundert

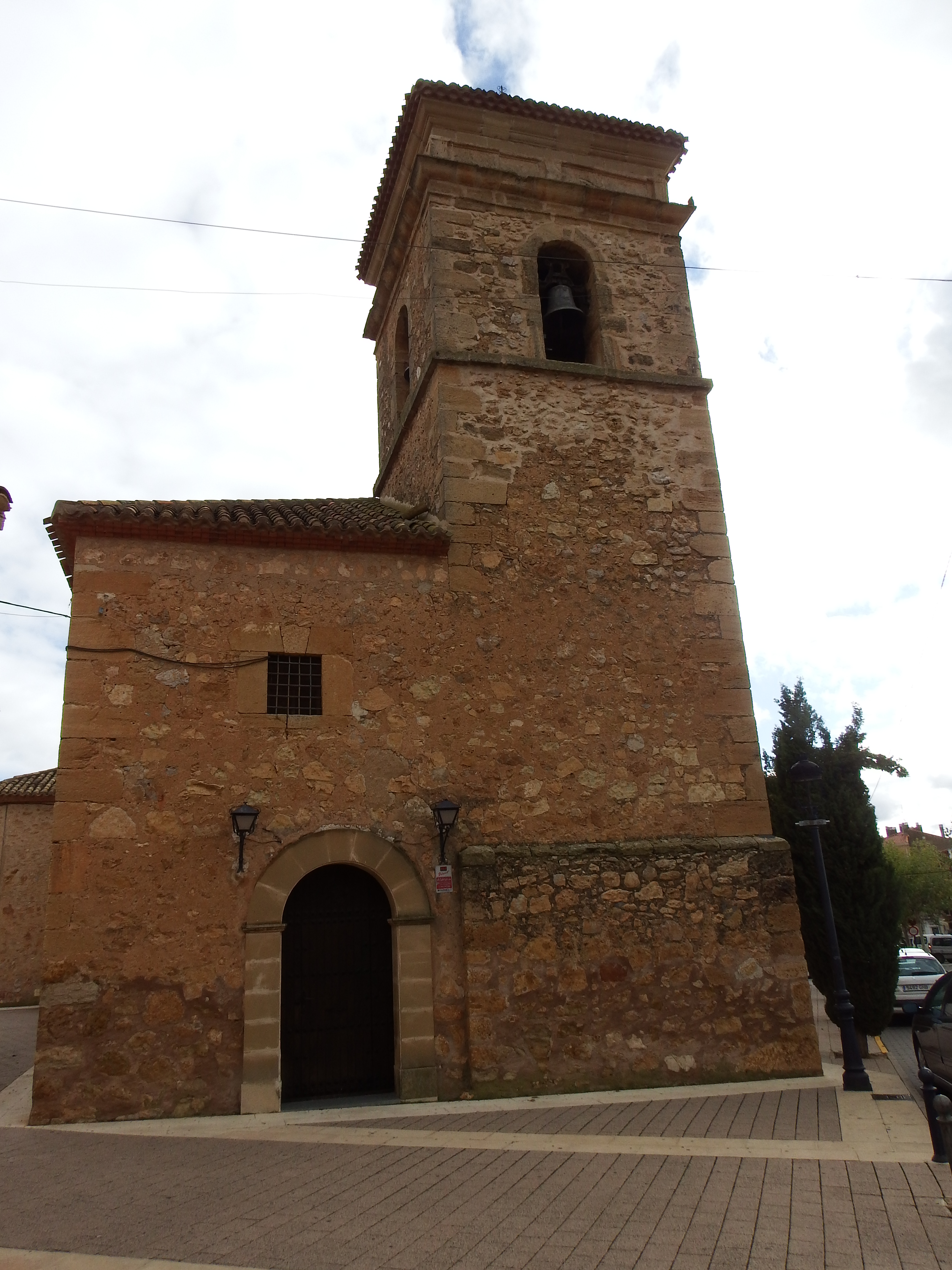
Marienkirche
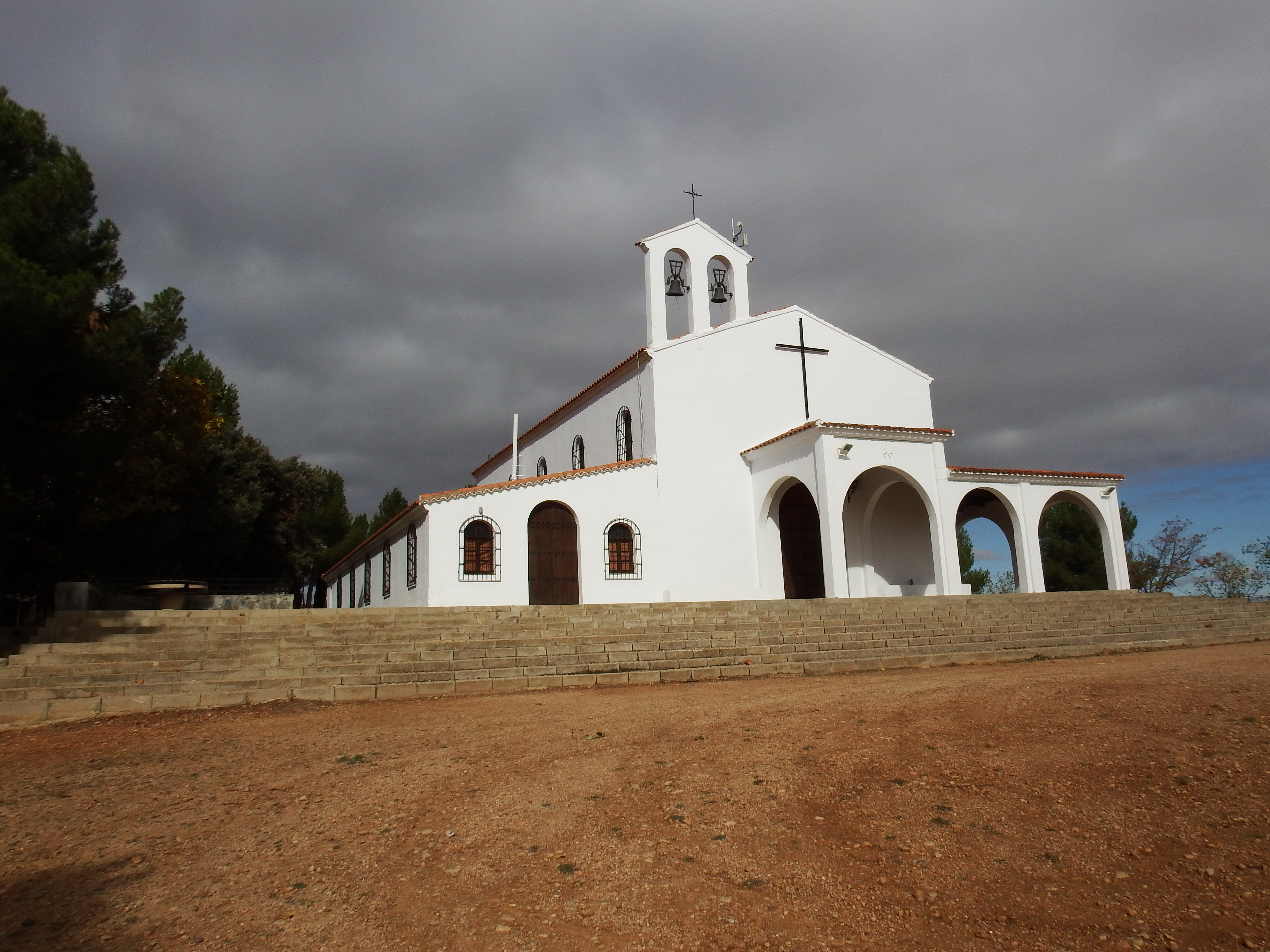
Santa-Mónica-Kapelle
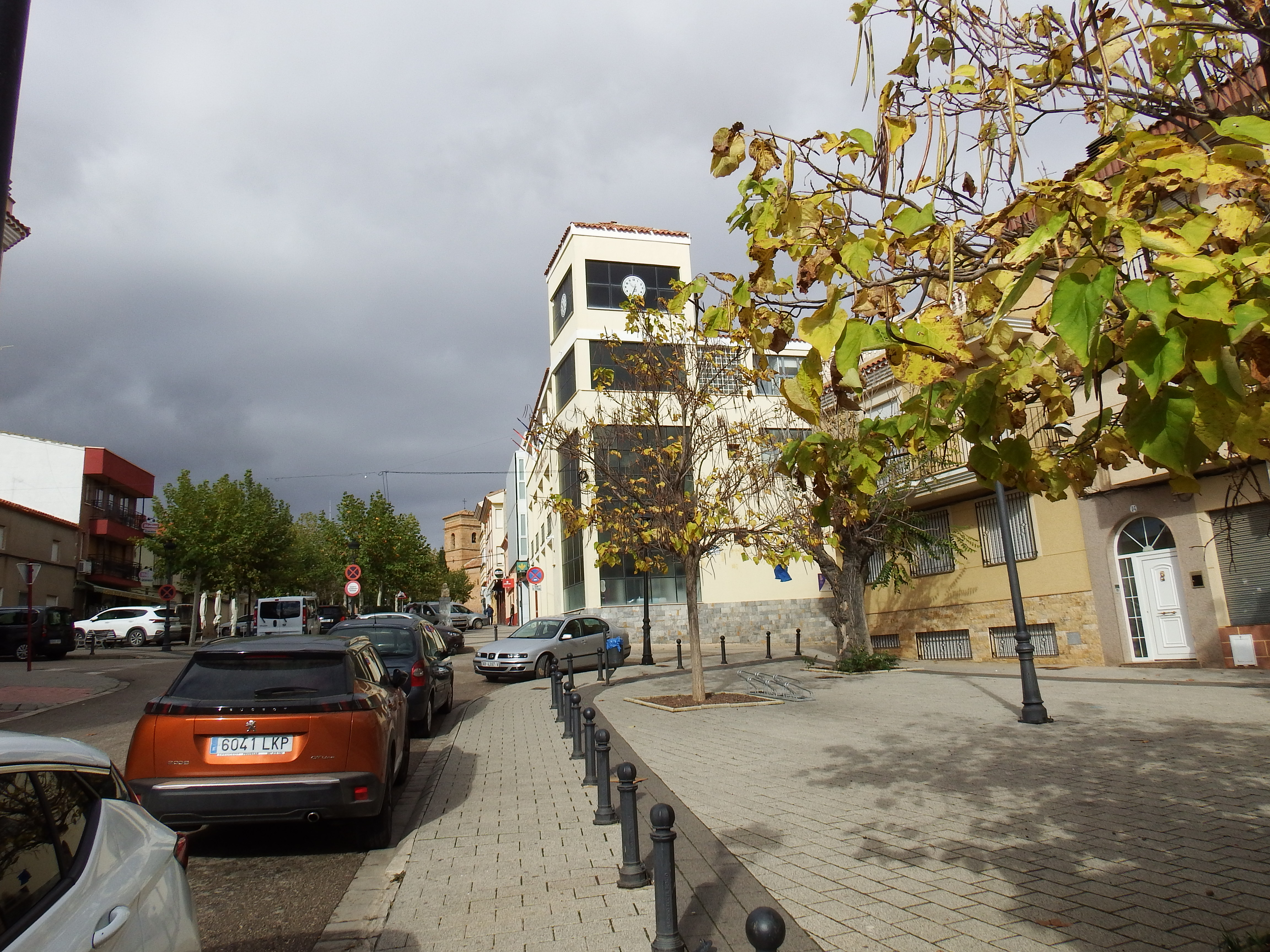
Rathaus